# Храм Ларов (Помпеи)
Храм Ларов (также Храм городских Ларов; итал. Santuario dei Lari Pubblici, Pompei) — руины древнеримского храма на территории разрушенного города Помпеи; строительство храма предположительно началось после городского землетрясения 62 года, которое современники рассматривали как знак гнева богов на горожан; возведение нового храма должно было умилостивить богов. Ряд исследователей полагает, что здание использовалось в качестве городской публичной библиотеки.